# 普及学

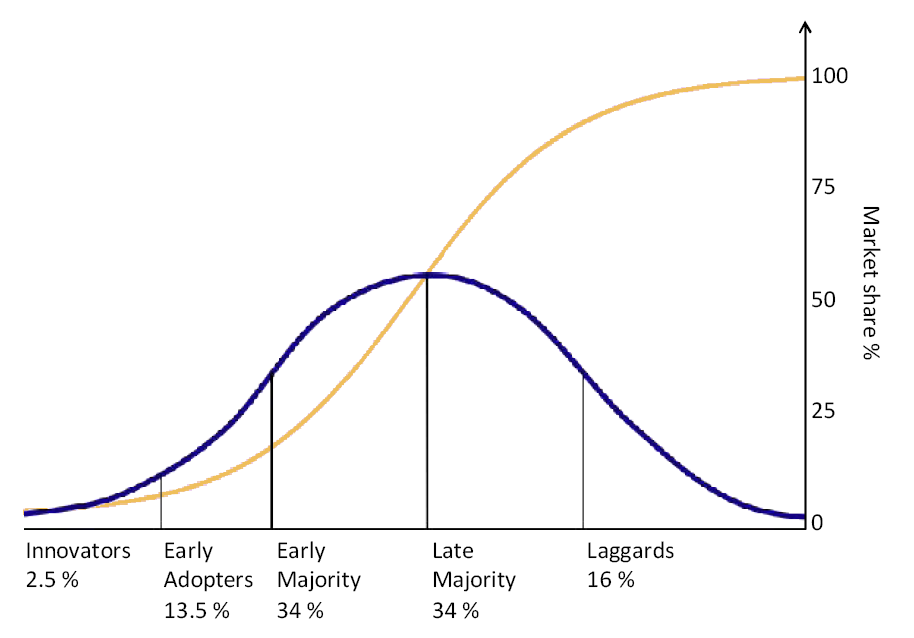
ロジャースによるイノベーションの普及プロセス。新しいアイデアや技術が次々と採用される（青字）につれ、普及率はいずれ飽和する（黄色）。

普及学（ふきゅうがく、英: Diffusion of innovations）とは、新しいアイデアや技術が社会になぜ普及したりしなかったりするかや、どのように普及するかを説明しようとする理論である。イノベーター理論とも呼ばれる。
社会学者のエヴェリット・ロジャースが1962年の書籍『Diffusion of Innovation』(邦題: イノベーション普及学)で提唱し、大きな反響を呼んだ。彼は、普及とはイノベーションが社会システムのメンバ間に時間をかけて特定のチャネルを介して伝達されるプロセスであると述べた。イノベーター理論の拡散の起源は様々であると同時に、複数の分野にまたがった研究となっている。

## イノベーション要件
ロジャースは、新たなアイデアや技術を個人が採用するために必要な要件として、以下の5つを挙げた。
比較優位
従来のアイデアや技術と比較した優位性。まったく新しい技術の場合でも、同じ役目を担っていた代替案との比較になる。例えば、Eメールは郵便や電話という通信手段と比較して速度やコストが優位といえる。
適合性
その個人の生活に対しての近さ。新規性が高くても、大きな生活の変化を強要するものだと、採用されにくい。
わかりやすさ
使い手にとってわかりやすく、易しいものが採用されやすい。
試用可能性
実験的な使用が可能だと、採用されやすい。
可視性
採用したことが他者に見える度合い。新しいアイデアや技術が採用されていることが、周囲の人から観察されやすい場合に、そのイノベーションに関するコミュニケーションを促し、普及を促進する。

## 採用者のカテゴリ
ロジャースは革新性に基づき、社会システム内の個人を分析・分類した成果が認められている。アイデアが普及・拡散する過程の採用者を標準的な5カテゴリに分け、これら採用者の数を時間軸にわたってプロットすると累積度数分布の曲線がSカーブとなることを発見した 。各カテゴリは採用順に「イノベーター」「アーリーアダプター」「アーリーマジョリティ」「レイトマジョリティ」「ラガード」と呼ばれている。
イノベーター（Innovators：革新者）
新しいアイデアや技術を最初に採用するグループ。リスクを取り、年齢が若く、社会階級が高く、経済的に豊かで、社交的、科学的な情報源に近く、他のイノベーターとも交流する。リスク許容度が高いため、のちに普及しないアイデアを採用することもある。全体の2.5％。
アーリーアダプター（Early Adopters：初期採用者）
採用時期が2番手のグループ。オピニオンリーダーとも言われ、他のカテゴリと比較すると周囲に対する影響度が最も高い。年齢は比較的若く、社会階級は比較的高い。経済的に豊かで、教育水準は高く、社交性も高い。イノベーターよりも取捨選択を賢明に行い、オピニオンリーダーとしての地位を維持する。全体の13.5％。
アーリーマジョリティ（Early Majority：前期追随者）
このカテゴリの人は一定の時間が経ってからアイデアの採用を行う。社会階級は平均的で、アーリーアダプターとの接点も平均的に持つ。全体の34.0％。
レイトマジョリティ（Late Majority：後期追随者）
このカテゴリにいる人は、平均的な人が採用した後にアイデアを採用する。イノベーションが半ば普及していても懐疑的に見ている。社会階級は平均未満で、経済的な見通しは低く、社会的な影響力は低い。全体の34.0％。
ラガード（Laggards：遅滞者）
最も後期の採用者。他のカテゴリと比較すると社会的な影響力は極めて低い。変化を嫌い、高齢で、伝統を好み、社会階級も低く、身内や友人とのみ交流する傾向にある。中には、最後まで流行不採用を貫く者もいる。全体の16.0％。